# Bobby Lammie
Bobby Lammie (ur. 10 lutego 1997 w Stranraer) – szkocki curler, wicemistrz olimpijski z Pekinu 2022, mistrz, wicemistrz i brązowy medalista mistrzostw świata, mistrz Europy, mistrz świata juniorów.
Studiował nauki sportowe na Edinburgh Napier University oraz Uniwersytecie w Stirling.

## Drużyny
W sezonie 2014/2015 był drugim w zespole Stuarta Taylora. Od 2015 występuje z drużyną Bruce’a Mouata. W sezonie 2015/2016 jako drugi lub trzeci. W sezonie 2016/2017 był trzecim. Od sezonu 2017/2018 jest drugim.

## Udział w zawodach międzynarodowych

### Kariera juniorska
Dwukrotnie zagrał na mistrzostwach świata juniorów w zespole Bruce’a Mouata. W 2015 jako rezerwowy i w 2016 jako trzeci. Szkoci wywalczyli wówczas kolejno 3. i 1. miejsce.
Reprezentował Wielką Brytanię na Zimowej Uniwersjadzie 2017 w Ałmaty jako trzeci w drużynie Bruce’a Mouata. Brytyjczycy wywalczyli wówczas złoty medal.

### Kariera seniorska
Pierwszymi występami Lammiego na międzynarodowych mistrzostwach seniorów był dwukrotny udział w mistrzostwach świata mikstów z drużyną Camerona Bryce’a, w której był drugim. W 2015 Szkoci zajęli 9. miejsce, w 2016 reprezentacja wywalczyła brązowy medal.
Od 2018 drużyna Bruce’a Mouata, w której Lammie gra na pozycji drugiego, jest czołowym szkockim zespołem, reprezentującym Szkocję na imprezach międzynarodowych rangi mistrzowskiej. Zdobyła ona mistrzostwo kontynentu na Mistrzostwach Europy 2018 oraz uczestniczyła na trzech kolejnych mistrzostwach świata, zajmując następujące miejsca:
- 2018 3. miejsce[7]
- 2019 6. miejsce[8]
- 2021 2. miejsce[9][10].
- 2023 1. miejsce

#### Reprezentacja Wielkiej Brytanii
Uczestnik Zimowych Igrzyskach Olimpijskich 2022, na których z drużyną Bruce’a Mouata wywalczył srebrny medal.